# أحمد شاه (سلطان فهغ)
السلطان أحمد شاه الأول بن السلطان منصور شاه (توفي 1512) هو ثاني سلاطين فهغ حكم من 1475 إلى 1495.  تولى السلطة بعد وفاة أخيه الأصغر الذي سُمم عام 1475.
راجا أحمد كان يجب أن يكون أول سلطان لفهغ، لكن تولى السلطة أخوه الأصغر راجا محمد بسبب نفي محمد من ملقا لارتكابه جريمة قتل في عام 1470. كما أنه أُزيل من ولاية عرش ملقا، لصالح أخيه غير الشقيق الأصغر علاء الدين ريات شاه. أدى ذلك إلى استيائه من أخيه غير الشقيق. ذهب راجا أحمد إلى المنفى في فهغ، وأصبح فيما بعد سلطانًا بدلاً من شقيقه الذي توفي عام 1475.

## فترة حكمه
تدهورت العلاقات بين ملقا وفعغ بشكل كبير بعد وصول السلطان أحمد للسلطة. وفي عام 1488 توفي علاء الدين ريات شاه في باغو على نهر موار، وانتشرت الشائعات بأن السلطان قد تم تسميمه بأمر من حكام فهغ وإندراجيري، وعندما خلفه ابنه محمود شاه على عرش ملقا، استمرت العداوة بين العم في فهغ وابن الأخ في ملقا.
خطف محمود شاه ابنة عمه راجا أحمد، والتي كان من المفترض أن يتزوجها، وضغط على راجا أحمد حتى تنازل عن العرش لصالح ابنه الصغير راجا منصور. ووُضع راجا منصور تحت وصاية أبناء عمومته، أبناء محمد شاه الثلاثة.